# Lee Dong-wook
Lee Dong-wook (이동욱?, 李棟旭?, I Dong-ukLR, I Tong'ukMR; Seul, 6 novembre 1981) è un attore sudcoreano.
È noto soprattutto per i ruoli da protagonista nei drama coreani My Girl (2005), Yeo-in-ui hyanggi (2011), Hotel King (2014) e Sseulsseulhago challanhasin - Dokkaebi (2016-2017). È nuovamente accanto a Yoo In-na nel drama Jinsim-i data (2019).

## Carriera
Lee Dong-wook ha debuttato come attore nel 1999, ed è apparso in numerose serie TV prima di raggiungere la celebrità con la commedia romantica del 2005 My Girl. La serie drammatica divenne un successo durante la sua trasmissione sia a livello nazionale che in tutta l'Asia, e rese Lee una stella della Korean Wave. Da allora ha recitato nella commedia Choigang romance (2007), nel noir La dolce vita (2008), nel melodramma Scent of a Woman (2011), nella baseball rom-com Wild Romance (2012), nel thriller d'epoca The Fugitive of Joseon (2013), e il revenge drama Hotel King (2014), in cui ricongiunge con la co-protagonista di My Girl Lee Da-hae. Ha poi recitato nella serie fantasy-action Blade Man e nel film drammatico d'amore Bubble Gum.
Nel novembre 2011, Lee ha firmato con l'agenzia di talenti King Kong Entertainment, che gestisce anche i colleghi attori Lee Kwang-soo, Lee Chung-ah e Kim Sun-a. Lee e il comico Shin Dong-yup hanno assunto il ruolo di MC del tal show Strong Heart da aprile 2012 a gennaio 2013. Lee ha anche aderito al reality show Roommate, che è andato in onda dal 2014 al 2015. Dal 2016 al 2017, Lee ha recitato a fianco di Gong Yoo nel serial drammatico fantasy di Kim Eun-sook, Sseulsseulhago challanhasin - Dokkaebi. Il drama fu un successo, ed insieme al suo successo, contribuì al risorgere della carriera di attore di Lee.
Nel 2020 esce La leggenda della volpe a nove code in cui interpreta il protagonista.

## Doppiatori italiani
Nelle versioni in italiano delle opere in cui ha recitato, Lee Dong-wook è stata doppiato da:
- Francesco Venditti in Come assicurarsi il divorzio[13]